# Віллоу-Крік (Каліфорнія)
Віллоу-Крік (англ. Willow Creek) — переписна місцевість (CDP) в США, в окрузі Гумбольдт штату Каліфорнія. Населення — 1720 осіб (2020).

## Географія
Віллоу-Крік розташований за координатами 40°56′21″ пн. ш. 123°38′12″ зх. д. / 40.93917° пн. ш. 123.63667° зх. д. (40.939131, -123.636666).  За даними Бюро перепису населення США в 2010 році переписна місцевість мала площу 79,28 км², з яких 78,50 км² — суходіл та 0,78 км² — водойми.

### Клімат
| Клімат : Віллоу-Крік    | Клімат : Віллоу-Крік | Клімат : Віллоу-Крік | Клімат : Віллоу-Крік | Клімат : Віллоу-Крік | Клімат : Віллоу-Крік | Клімат : Віллоу-Крік | Клімат : Віллоу-Крік | Клімат : Віллоу-Крік | Клімат : Віллоу-Крік | Клімат : Віллоу-Крік | Клімат : Віллоу-Крік | Клімат : Віллоу-Крік | Клімат : Віллоу-Крік |
| Показник                | Січ.                 | Лют.                 | Бер.                 | Квіт.                | Трав.                | Черв.                | Лип.                 | Серп.                | Вер.                 | Жовт.                | Лист.                | Груд.                | Рік                  |
| Абсолютний максимум, °C | 21,1                 | 24,4                 | 29,4                 | 35,6                 | 40,6                 | 44,4                 | 48,3                 | 46,1                 | 42,2                 | 37,2                 | 26,7                 | 18,3                 | 48,3                 |
| Середній максимум, °C   | 11,9                 | 13,9                 | 17,2                 | 21,1                 | 25,3                 | 30,1                 | 35,1                 | 34,7                 | 31,1                 | 23,7                 | 14,9                 | 10,2                 | 22,4                 |
| Середня температура, °C | 6,8                  | 7,9                  | 10,2                 | 12,8                 | 16,1                 | 19,8                 | 23,3                 | 22,9                 | 19,8                 | 14,7                 | 9,5                  | 6,3                  | 14,2                 |
| Середній мінімум, °C    | 1,7                  | 1,9                  | 3,2                  | 4,6                  | 6,7                  | 9,4                  | 11,5                 | 11,1                 | 8,6                  | 5,8                  | 4,1                  | 2,3                  | 5,9                  |
| Абсолютний мінімум, °C  | −8,3                 | −10,6                | −5,6                 | −4,4                 | −2,8                 | −1,7                 | 1,1                  | 3,9                  | 0,0                  | −5,6                 | −7,2                 | −15                  | −15                  |
| Норма опадів, мм        | 258                  | 197                  | 178                  | 97                   | 64                   | 24                   | 6                    | 8                    | 18                   | 73                   | 189                  | 299                  | 1409                 |
| ----------------------- | -------------------- | -------------------- | -------------------- | -------------------- | -------------------- | -------------------- | -------------------- | -------------------- | -------------------- | -------------------- | -------------------- | -------------------- | -------------------- |
| Джерело: NOAA           |                      |                      |                      |                      |                      |                      |                      |                      |                      |                      |                      |                      |                      |

## Демографія
Згідно з переписом 2010 року, у переписній місцевості мешкало 1710 осіб у 812 домогосподарствах у складі 448 родин. Густота населення становила 22 особи/км².  Було 1108 помешкань (14/км²).
Расовий склад населення:
| - 80,4 % — білих - 9,8 % — корінних американців - 0,8 % — азіатів - 0,4 % — вихідців з тихоокеанських островів - 0,4 % — чорних або афроамериканців - 1,7 % — осіб інших рас |

До двох чи більше рас належало 6,6 %. Частка іспаномовних становила 6,3 % від усіх жителів.
За віковим діапазоном населення розподілялося таким чином: 16,8 % — особи молодші 18 років, 64,8 % — особи у віці 18—64 років, 18,4 % — особи у віці 65 років та старші. Медіана віку мешканця становила 49,5 року. На 100 осіб жіночої статі у переписній місцевості припадало 101,4 чоловіків;  на 100 жінок у віці від 18 років та старших — 102,1 чоловіків також старших 18 років.
Середній дохід на одне домашнє господарство  становив 32 935 доларів США (медіана — 32 778), а середній дохід на одну сім'ю — 46 667 доларів (медіана — 53 382). За межею бідності перебувало 39,2 % осіб, у тому числі 51,0 % дітей у віці до 18 років та 0,0 % осіб у віці 65 років та старших.
Цивільне працевлаштоване населення становило 594 особи. Основні галузі зайнятості: мистецтво, розваги та відпочинок — 29,5 %, будівництво — 14,8 %, освіта, охорона здоров'я та соціальна допомога — 13,8 %.